# ددلیفت
دِدلیفت یا لیفت مرده یکی از تمرینات با وزنه است که در آن یک هالتر که با صفحه‌های فلزی سنگین شده از زمین برداشته شده و تا جلوی ران بالا آورده و سپس به سمت زمین برگردانده می‌شود.
ددلیفت از پایه‌ای‌ترین حرکات بدنسازی است و در کنار اسکات و پرس سینه بخشی از مسابقات وزنه‌برداری قدرتی است.
در این تمرین تقریباً تمام عضلات بدن مشارکت دارند اما بیشترین وزن را معمولاً عضلات فیله کمر (بخش پایین ستون مهره‌ها)، عضله بزرگ باسن و عضلات همسترینگ (پشت ران) تحمل می‌کنند. شکل‌های مختلفی از این حرکت وجود دارد که تفاوت‌هایی در زمینه نوع فشار بر عضلات درگیر در آن‌ها وجود دارد.
نکته: توجه داشته باشید که لیفت ورزشی با لیفت های زیبایی مثل لیفت صورت متفاوت است.

## انواع ددلیفت
- ددلیفت پاصاف: زانوها در طول حرکت حرکت نکرده و خم نمی‌شوند و هالتر قبل از برخورد زمین دوباره بالا آورده می‌شود.
- ددلیفت رومانیایی: شکلی از ددلیفت پاصاف که در آن زانوها کمی خم می‌شوند و بیشترین فشار را به عضلات باسن و پشت ران وارد می‌کند. گفته می‌شود در المپیک ۱۹۸۴ لس‌آنجلس آمریکایی‌ها مشاهده کردند که نیکو ولاد وزنه‌بردار قهرمان دسته ۹۰ المپیک اهل رومانی به این شکل تمرین می‌کند و این حرکت به نام لیفت رومانیایی وارد تمرینات بدنسازی شد.
- ددلیفت سومو: در این شیوه پاها بیش از عرض شانه باز می‌شوند و دستها از حالت متعارف جمعتر هستند. در این شیوه هم بیشترین فشار بر مجموعه عضلات پا وارد می‌شود و عضلات کمر و راست‌کننده‌های ستون فقرات فشار کمتری تحمل می‌کنند. معمولاً ورزشکارانی که آسیب‌دیدگی در ناحیه کمر دارند از ددلیفت سومو به جای ددلیفت متعارف استفاده می‌کنند و در مسابقات هم اگر این شیوه مجاز باشد برخی ورزشکاران آن را به لیفت متعارف ترجیح می‌دهند.[۱]